# Ach, te spodnie!
Ach, te spodnie! (lub Prasowane róże) – polska, niema, czarno-biała, krótkometrażowa komedia z 1914 roku, w reżyserii Edwarda Puchalskiegio.

## Obsada
- Kazimiera Niewiarowska – Kama
- Władysław Szczawiński – Władek
- Wanda Manowska – Dulska
- Wiktor Misiewicz – krawiec